# Trascrizione fonemica
La trascrizione fonemica (o anche fonologica e fonematica) è un sistema di scrittura artificiale che serve a rendere i fonemi di una specifica lingua. Si differenzia dalla trascrizione fonetica, che riproduce i foni, ma i due tipi di trascrizione usano gli stessi simboli.
Per comprendere la differenza tra trascrizione fonetica e fonemica, si osservi innanzitutto questo esempio di trascrizione fonetica:
- [ˈpare]
- [ˈpaːre]
- [ˈpære]
- [ˈpæːre][1]

Si tratta di quattro pronunce differenti. Lo scambio (commutazione) tra [a], [aː], [æ], [æː] non comporta nessuna differenza in termini di significato nella lingua italiana, per cui è possibile categorizzare questi foni nell'unico fonema /a/. Per la trascrizione fonemica si usano le barre ("/"): la trascrizione dei fonemi corrispettivi sarà /ˈpare/.